# Unsung Heroes (Dixie Dregs)
Unsung Heroes è il quinto album in studio della band fusion statunitense Dixie Dregs, pubblicato nel 1981 dalla Arista Records.
L'album ricevette una nomination ai Grammy Award come miglior interpretazione rock strumentale del 1981.

## Tracce
Musiche di Steve Morse.
Lato A
1. Cruise Control – 3:44
2. Divided We Stand – 3:40
3. I'll Just Pick – 3:27
4. Day 444 – 7:02

Lato B
1. Rock and Roll Park – 4:35
2. Attila the Hun – 4:01
3. Kat Food – 4:58
4. Go for Baroque – 3:56

## Formazione
- Steve Morse – chitarra
- T Lavitz – tastiere
- Allen Sloan – violino, viola
- Andy West – basso
- Rod Morgenstein – batteria, percussioni